# Perdita martini
Perdita martini är en biart som beskrevs av Cockerell 1895. Perdita martini ingår i släktet Perdita och familjen grävbin. Inga underarter finns listade i Catalogue of Life.